# Růžena Děcká
Růžena Děcká, rodným jménem Růžena Paseková (* 24. května 1946, Holešov) je muzikantka a pedagožka, předsedkyně Občanského sdružení cimbalistů ČR, členka Světové asociace cimbálu se sídlem v Budapešti. Její babička studovala ve Vídni operní zpěv, strýc - hudební skladatel - byl žákem Josefa Bohuslava Foerstera.

## Životopis
Růžena Děcká se narodila v Holešově v hudební rodině. Maminka byla nejmladší desáté dítě. Babička studovala zpěv ve Vídni, strýc Jan Schneeweis byl hudební skladatel, žák Josefa B. Foerstera. Zúčastňovala se domácích koncertů a k narozeninám dostávala skladby od svého strýce. Tety byly učitelky hudby a sestřenice Jana koncertní klavíristka. I starší bratr Vojtěch hrál na housle, klavír a klarinet.

### Studium
Od narození vyrůstala ve Valašském Meziříčí, kde také chodila do základní a hudební školy v oborech klavír a klarinet. V letech 1961-1967 studovala na Konzervatoři v Ostravě u profesorů Jiřiny Liebermanové a Zdeňka Horáka. Studia ukončila absolutoriem v oborech cimbál a klarinet sólovými a komorními skladbami moderních českých skladatelů a koncertem Jaromíra Dadáka s Ostravskou filharmonií.

### Folklorní soubory
Od začátku studií působila trvale ve folklorních souborech - v Orlové v souborou Doubravan, ve Frýdku-Místku v souboru Ostravice, v Českém Těšíně v souboru Slezan a v Karolince v Portáši. Od roku 1976 je cimbalistkou souboru písní a tanců Jasénka ze Vsetína. Její setkání s Jasénkou a jejím primášem Zdeňkem Kašparem bylo osudové. Zaujala ji primášova posedlost, pečlivost a pracovitost, se kterou sbíral, zpracovával a střežil lidové bohatství svého rodného kraje.

### Pedagogická činnost
Od roku 1965 do roku 1974 učila na ZUŠ ve Frýdlantě nad Ostravicí a spolupracovala s pěveckým sborem Janáček a dechovým orchestrem Ostroj. V té době se jí narodily dvě děti Marie a Vojtěch, které jsou také hudebně nadané, ale realizují se v jiných oborech. Krátce učila na ZUŠ ve Vsetíně. Od roku 1975 působí na ZUŠ ve Valašském Meziříčí, kde učí individuální i kolektivní výuku. Korepetovala také v tanečním oboru. Často koncertuje sólově i v komorním duu, vystupuje při výstavách a slavnostních příležitostech. Nahrávala v rozhlase a televizi. Často zasedá v porotách soutěží a ve vedení vzdělávacích kurzů. Od roku 1990 vyučuje cimbál na Konzervatoři P.J. Vejvanovského v Kroměříži a od roku 2006 také na Janáčkově konzervatoři v Ostravě.
Za svou pedagogickou kariéru vychovala dlouhou řadu vynikajících muzikantů z řad svých žáků. Z cimbalistů jmenujme alespoň Daniela Skálu, Martina Zemana, Petra Pavlince, Lenku Blahovou, Nikol Kuchynkovou či Gabrielu Jílkovou.

### Sdružení a asociace
Od roku 1995 je předsedkyní Občanského sdružení cimbalistů ČR, které pořádá každý lichý rok Mezinárodní festival cimbálu ve Valašském Meziříčí (taktéž od roku 1995). Je členkou Světové asociace cimbálu se sídlem v Budapešti pořádajícím světové kongresy, kterých se pravidelně se svými studenty zúčastňuje. Od roku 1995 je sbormistryní ženského pěveckeho sboru Hedvika.

## Ocenění
9. ledna 2007 byla paní Růženě Děcké udělena "Cena města Valašsského Meziříčí", kterou uděluje Zastupitelstvo města Valašské Meziříčí jako morální ocenění autorům významných děl, objevů, vědeckých prací, osobám, které podaly mimořádný výkon, dosáhly významných úspěchů nebo vykonaly oceněníhodné skutky a ony samy, nebo předmět ocenění, mají vztah k městu Valašské Meziříčí. Cena jí byla udělena za podíl na propagaci a uchování lidových tradic a za přínos pro zdejší kulturní život. 